# Gottsunda

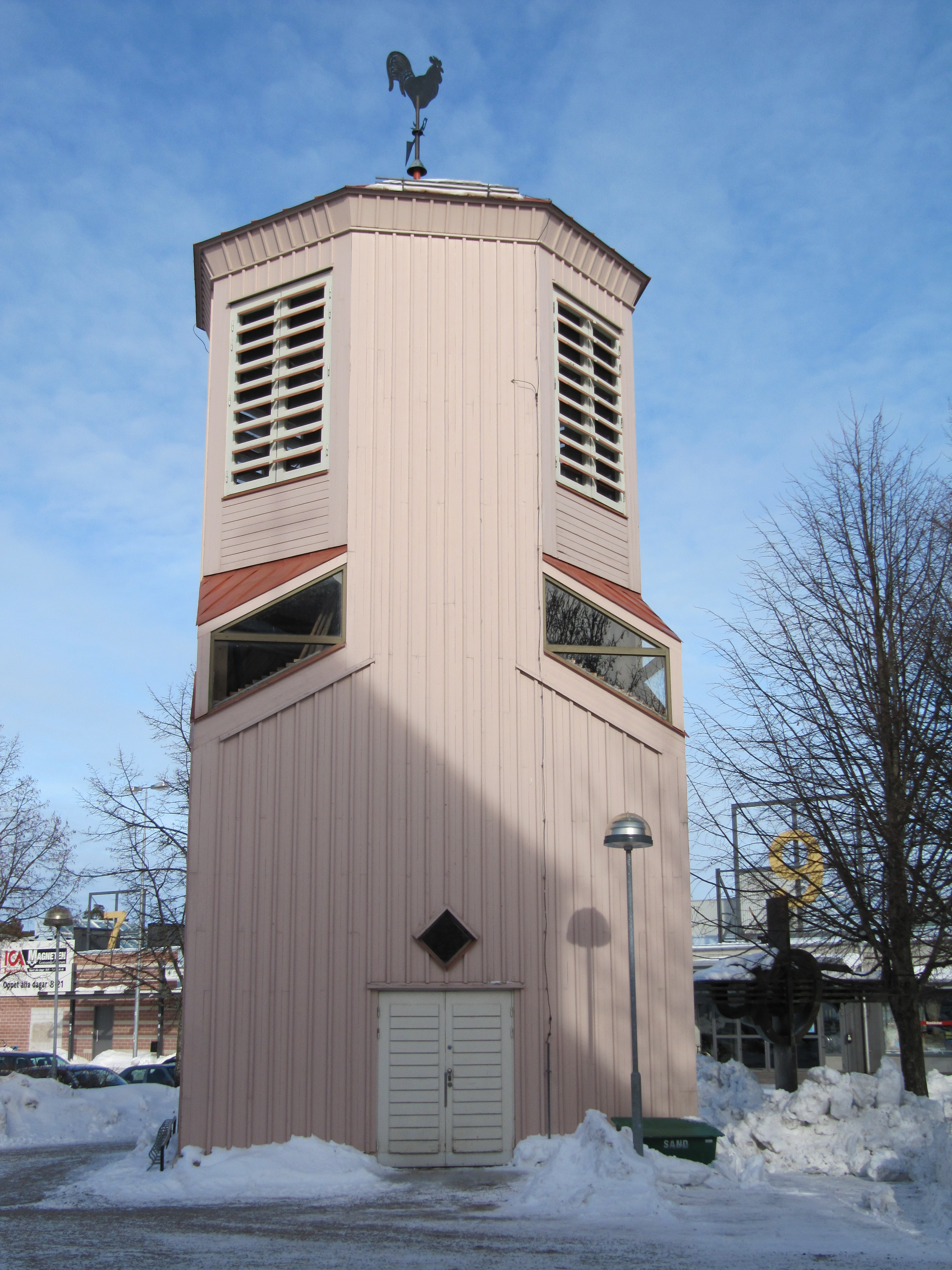
Kirche von Gottsunda

Gottsunda und Gamla–Södra Gottsunda bilden zwei Stadtteile von Uppsala, etwa 7 km südwestlich des Stadtzentrums gelegen. Im Rahmen des Millionenprogramms wurden hier in den 1960ern und 1970ern neue Wohnsiedlungen gebaut. 2017 hatte der Ort etwa 10.400 Einwohner. Gottsunda gilt als sozialer Brennpunkt und wird von der schwedischen Polizei auf der Liste der Besonders gefährdeten Gebiete (Särskilt utsatta områden) geführt.

## Infrastruktur
Im Osten des Stadtteils befindet sich mit Gottsunda Centrum ein Einkaufszentrum, das neben großen Supermärkten (ICA, Willys, Lidl) auch eine Zweigstelle des kommunalen Jobcenters und diverse Bildungseinrichtungen beherbergt. Unter dem Namen Kontakten bietet einer der größten schwedischen Studienverbände in der Erwachsenenbildung, Studiefrämjandet, demokratische, kulturelle und musische Grundbildung. In dem Gebäudekomplex ist ebenfalls die örtliche Bibliothek untergebracht.
Die Schule von Gottsunda wurde 1976 erbaut und ist im Oktober 2018 in weiten Teilen niedergebrannt. Die weniger zerstörten Gebäudeteile wurden renoviert und ein neuer Trakt errichtet. Im August 2019 wurde der Schulbetrieb im neuen Gebäude wieder aufgenommen.
Außerdem verfügt der Ort über eine Kirche, die 1980 gebaut wurde.